# The Lizardman
The Lizardman (em português: Homem-Lagarto), nome artístico de Erik Sprague (Fort Campbell-KY, 12 de Junho de 1972) é um artista performático estadunidense que ficou conhecido pela modificação corporal a que se submeteu.
Até 2012, 70% do seu corpo havia sido tatuado com escamas na cor verde (mas, segundo ele próprio, a intenção é preenchê-lo ao total). Além disso, ele fez uma operação de bifurcação da língua. Outras marcas registradas do Homem Lagarto são os chifres de teflon implantados sob a pele das sobrancelhas, e os dentes lixados.
Sprague abandonou, em 1999, o doutorado no curso de filosofia para se dedicar à carreira de artista performático em tempo integral, transformando-se assim no "Lizardman".

## Aparições na Mídia
- Em 2007, ele fez uma pequena aparição, como ele próprio, no filme de comédia Boxboarders!.[6]
- No dia 12 de Julho de 2008, ele foi um dos convidados do programa The Tyra Banks Show.[7]
- Em 2012, Sprague apareceu na publicação anual do livro Ripley Believe It or Not (Acredite se Quiser).[8]